# Richard Harrison (homme politique néo-zélandais)
John Richard Harrison, né le 23 mai 1921 à Hastings et mort le 5 septembre 2003,, est un homme politique néo-zélandais.

## Biographie
Après une licence Bachelor of Arts de l'université de Canterbury, il est soldat dans le 23e bataillon de la 5e brigade de la 2e division d'infanterie de l'armée de terre néo-zélandaise de 1943 à 1945, participant à la campagne d'Italie durant la Seconde Guerre mondiale. Restant dans les forces armées après la guerre, il est membre du régiment de Hawke's Bay (en) (régiment d'infanterie de l'armée de réserve) de 1949 à 1959, et en est le commandant à partir de 1956.
S'établissant ensuite comme agriculteur à Takapau, il est élu député de cette localité à la Chambre des représentants de Nouvelle-Zélande en 1963, avec l'étiquette du Parti national (conservateur). Whip-en-chef du parti de 1974 à 1975, il est élu président de la Chambre des représentants en 1978. Fait chevalier en 1980, il exerce la présidence de la Chambre jusqu'à sa défaite dans sa circonscription électorale aux élections de 1984. Il meurt en 2003 à l'âge de 82 ans,.